# منتخب سلوفينيا تحت 17 سنة لكرة القدم
منتخب سلوفينيا تحت 17 سنة لكرة القدم هو ممثل سلوفينيا الرسمي في المنافسات الدولية في كرة القدم في فئة كرة قدم تحت 17 سنة للرجال، يديريه اتحاد سلوفينيا لكرة القدم.